# P. Fülöp Gábor
P. Fülöp Gábor (Nyíregyháza, 1979. február 21. –) sportújságíró.
2001-től a Magyar Rádió külsős-, 2004-től belsős munkatársa. A Nyíregyházi Körzeti Stúdió, a Debreceni Régió Rádió szerkesztő-riportere-műsorvezetője. 2011-től a Kossuth Rádió sportszerkesztőségének tagja. 2014-től a Magyar Televízió kommentátora.
Rádiósként tudósított a londoni olimpiáról és a paralimpiáról. Az éter hullámhosszain közvetítette a 2012-es férfi- és női kézilabda Európa-bajnokságot, a 2013-as és a 2014-es kajak-kenu világbajnokságot, valamint a 2013-as barcelonai vízilabda-világbajnokságot, amelyen a férfiak arany-, a nők bronzérmesek lettek.
A 2010-es stockholmi svéd-magyar eb-selejtezőtől kezdve Tallinntól, Kisinyovon, Isztambulon, Bukaresten, Amszterdamon át Helsinkiig tolmácsolta a Kossuth Rádió hallgatóinak a labdarúgó-válogatott mérkőzéseit.
Televíziósként 14 találkozót kommentált a helyszínről a brazíliai labdarúgó-világbajnokságról.
2014. novemberében a finnek ellen Gera Zoltán 84. percben elért fejes góljával megnyert Európa-bajnoki selejtezőt közvetítette a tv-ben.